# Гайки (Житомирская область)
Гайки (укр. Гайки) — село на Украине, находится в Хорошевском районе Житомирской области.

Население по переписи 2001 года составляет 60 человек. Почтовый индекс — 12115. Телефонный код — 4145. Занимает площадь 5,399 км². 